# فیلیپ رید
فیلیپ رید (به انگلیسی: Philip Reed) سناتور سابق عضو حزب دموکرات-جمهوری‌خواه بود. وی در سال ۱۸۰۶ تا ۱۸۱۳ میلادی سناتور ایالت مریلند در سنای ایالات متحده آمریکا بود.